# Tsai Yi-Ya
Tsai Yi-Ya es un deportista taiwanés que compitió en taekwondo. Ganó una medalla de plata en el Campeonato Mundial de Taekwondo de 1997, en la categoría de –54 kg.

## Palmarés internacional
| Representando a China Taipéi |                   |                  |           |
| Campeonato Mundial           |                   |                  |           |
| Año                          | Lugar             | Medalla          | Categoría |
| 1997                         | Hong Kong (China) | Medalla de plata | –54 kg    |